# Strauzia gigantei
Strauzia gigantei är en tvåvingeart som beskrevs av Steyskal 1986. Strauzia gigantei ingår i släktet Strauzia och familjen borrflugor. Inga underarter finns listade i Catalogue of Life.